# Porcsalma
Porcsalma är en ort i Ungern.   Den ligger i provinsen Szabolcs-Szatmár-Bereg, i den nordöstra delen av landet, 270 km öster om huvudstaden Budapest. Porcsalma ligger 118 meter över havet och antalet invånare är 2 770.
Terrängen runt Porcsalma är mycket platt. Runt Porcsalma är det ganska tätbefolkat, med 104 invånare per kvadratkilometer. Närmaste större samhälle är Fehérgyarmat, 11,7 km norr om Porcsalma. Trakten runt Porcsalma består till största delen av jordbruksmark.